# 宮崎県道・鹿児島県道3号日南志布志線
宮崎県道・鹿児島県道3号日南志布志線（みやざきけんどう・かごしまけんどう3ごう にちなんしぶしせん）は、宮崎県日南市から串間市を経由して、鹿児島県志布志市に至る県道（主要地方道）である。

## 概要
宮崎県日南市上平野町2丁目から鹿児島県志布志市志布志町帖に至る。
宮崎県側のうち、農道の通称「黒潮ロード」と連結する区間および串間市内はほぼ2車線化されており、黒潮ロードと併用することで日南市北郷町 - 串間市間を最短距離で移動することができる。鹿児島県側はアスファルトは敷かれてはいるものの、1 - 2車線と未整備状態となっている。

### 路線データ
- 始点：宮崎県日南市上平野町2丁目（上平野町二丁目交差点、国道222号交点）
- 終点：鹿児島県志布志市志布志町帖（権現橋交差点、国道220号交点、鹿児島県道507号志布志港線終点）

## 歴史
- 1982年（昭和57年）12月17日 - 宮崎県告示第1488号[1]、鹿児島県告示第1,863号[2]により路線認定。
- 1993年（平成5年）5月11日 - 建設省から、県道日南志布志線が日南志布志線として主要地方道に指定される[3]。
- 2024年（令和6年）4月1日 - 宮崎県告示第192号により、仮屋工区の旧道の県道指定が解除される[4]。

## 路線状況

### 重複区間
- 宮崎県道54号酒谷榎原線（宮崎県日南市大字塚田乙 - 日南市大字大窪）
- 宮崎県道34号都城串間線（宮崎県串間市大字大平・揚原交差点 - 串間市大字大平）
- 鹿児島県道・宮崎県道112号今別府串間線（鹿児島県志布志市志布志町内之倉 地内）

### 道路施設

#### 橋梁
- 宮崎県
  - 尾山橋（沼川、日南市）
- 鹿児島県
  - 志布志橋（前川、志布志市）

## 地理

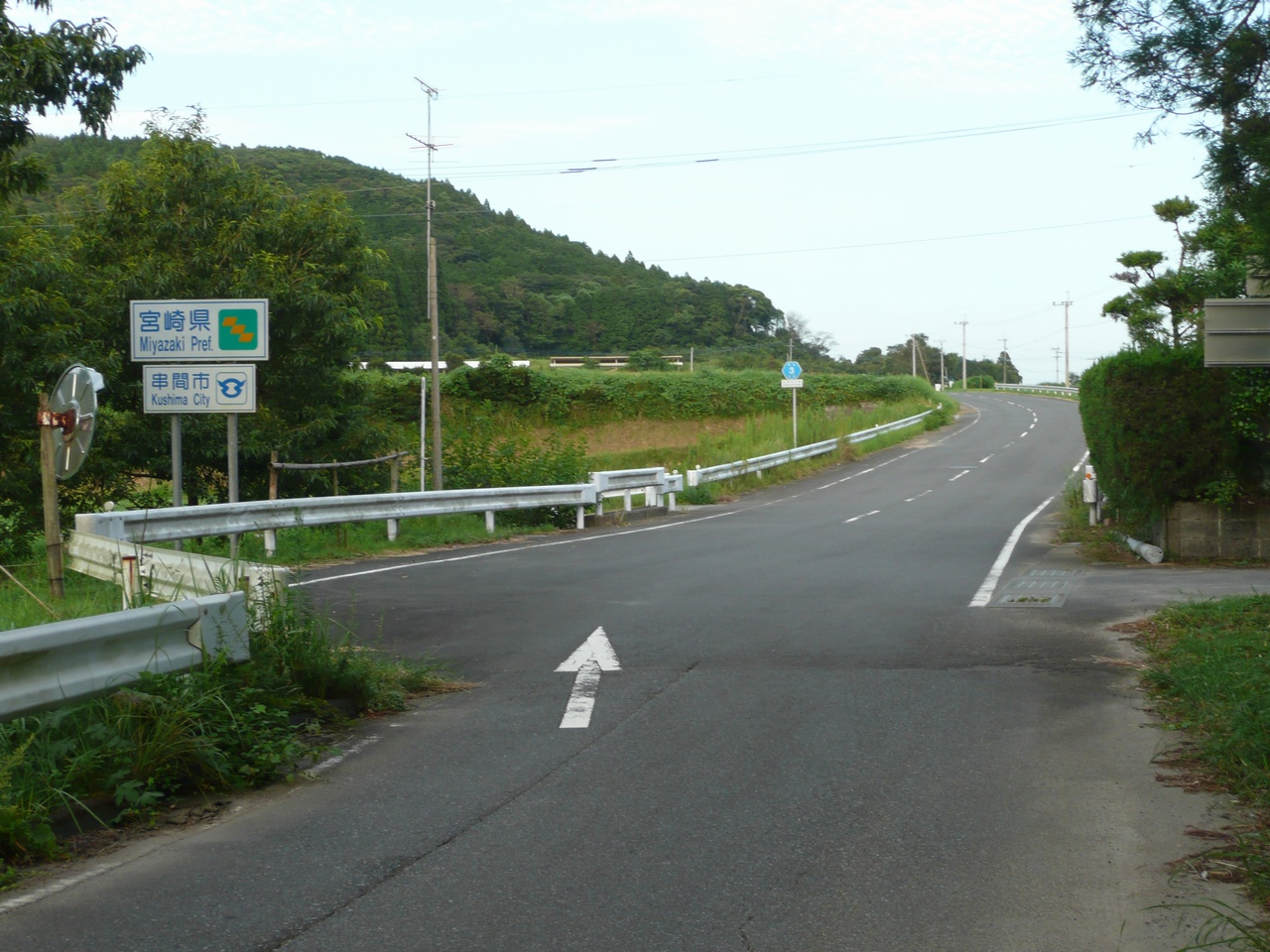
宮崎・鹿児島県境（2007年）
串間市側は2車線道路であるのに対し、志布志市側は画像のような整備状況となる

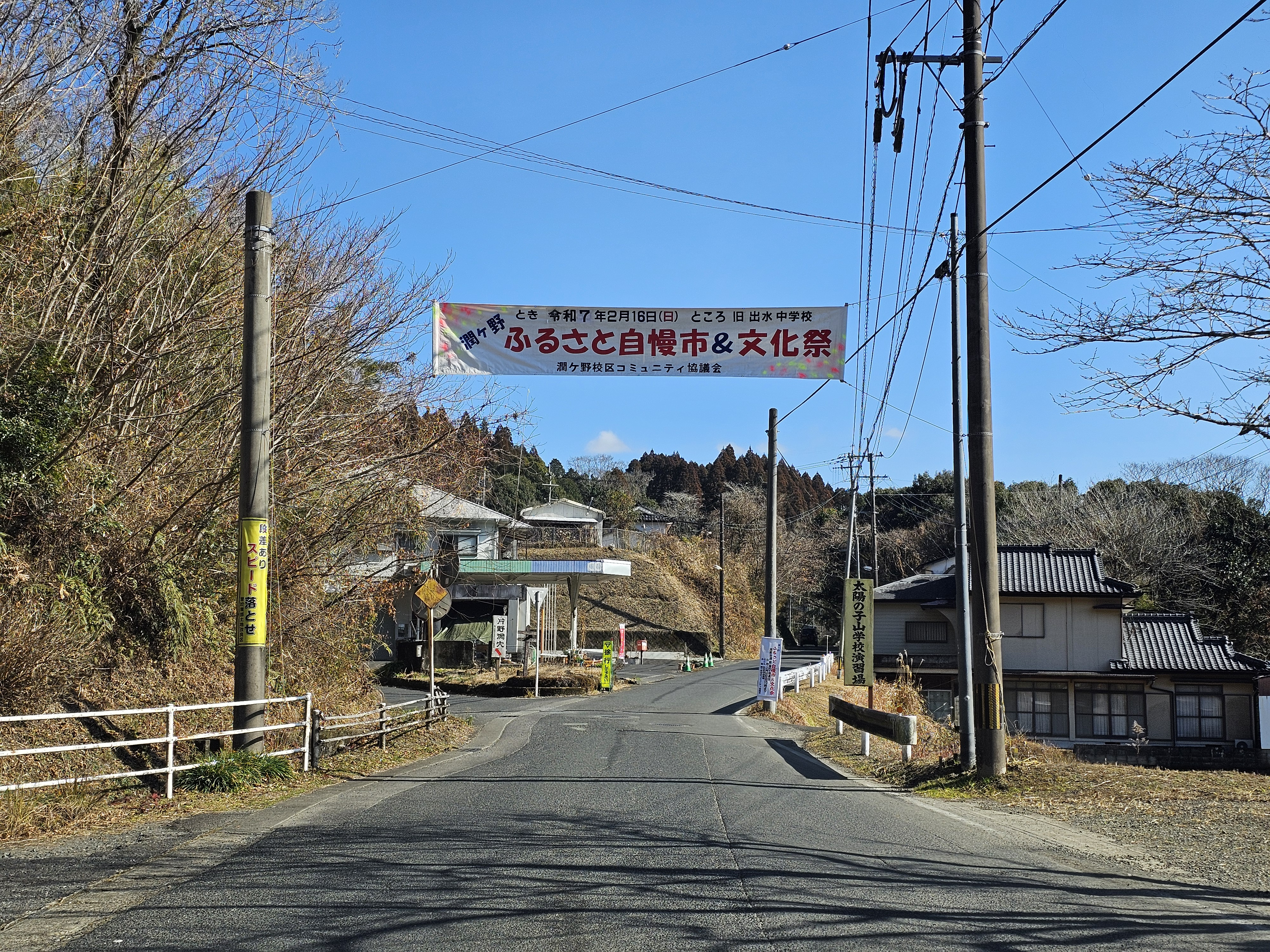
志布志市・潤ケ野校区（志布志町内之倉、2025年）

### 通過する自治体
- 宮崎県
  - 日南市
  - 串間市
- 鹿児島県
  - 志布志市

### 交差する道路
| 交差する道路                                       | 都道府県名 | 市町村名 | 交差する場所   | 交差する場所                |
| -------------------------------------------------- | ---------- | -------- | -------------- | --------------------------- |
| 国道222号                                          | 宮崎県     | 日南市   | 上平野町2丁目  | 上平野町二丁目交差点 / 起点 |
| 宮崎県道436号日南南郷線                            | 宮崎県     | 日南市   | 西弁分5丁目    | 西弁分交差点                |
| 宮崎県道54号酒谷榎原線 重複区間起点                | 宮崎県     | 日南市   | 大字塚田乙     |                             |
| 宮崎県道54号酒谷榎原線 重複区間終点                | 宮崎県     | 日南市   | 大字大窪       |                             |
| 宮崎県道34号都城串間線 重複区間起点                | 宮崎県     | 串間市   | 大字大平       | 揚原交差点                  |
| 宮崎県道34号都城串間線 重複区間終点                | 宮崎県     | 串間市   | 大字大平       |                             |
| 宮崎県道441号一氏西方線                            | 宮崎県     | 串間市   | 大字一氏       |                             |
| 鹿児島県道・宮崎県道112号今別府串間線 重複区間起点 | 鹿児島県   | 志布志市 | 志布志町内之倉 |                             |
| 鹿児島県道・宮崎県道112号今別府串間線 重複区間終点 | 鹿児島県   | 志布志市 | 志布志町内之倉 |                             |
| 鹿児島県道65号南之郷志布志線                       | 鹿児島県   | 志布志市 | 志布志町帖     | [ 注釈 1 ]                  |
| 鹿児島県道499号柿之木志布志線                      | 鹿児島県   | 志布志市 | 志布志町帖     |                             |
| 国道220号 鹿児島県道507号志布志港線                | 鹿児島県   | 志布志市 | 志布志町帖     | 権現橋交差点 / 終点         |

### 沿線
- 日南市立大窪小学校
- 串間市立大束小学校
- 志布志市立潤ケ野小学校
- 志布志市立志布志小学校